# Schefflera nodosa
Schefflera nodosa là một loài thực vật có hoa trong Họ Cuồng cuồng. Loài này được (Miq.) F.M.Mull. miêu tả khoa học đầu tiên năm 1933.